# Летсиле Тебого
Летсиле Тебого (рођен 7. јуна 2003.)  је спринтер из Боцване и олимпијски шампион у трци на 200 метара из Париза 2024.Освојио је сребрну медаљу на Светском првенству 2023. у дисциплини 100 м, а потом и бронзану медаљу на 200 м. Тебого је освојио златну медаљу на 100 метара и сребро на 200 метара на Светском првенству за јуниоре 2021. и 2022. године. Тебого је 2021. постао први спортиста из Боцване који је освојио титулу на 100 метара на било ком нивоу Светског првенства. Он је 2022. постао афрички шампион на 200 метара, и то као најмлађи освајач ове титуле у историји такмичења.
Тебого је држао светски рекорд за јуниоре на 100 метара између априла 2022. и јула 2023. Актуелни је светски рекордер у трци на 300 метара са резултатом 30,69 секунди истрчаним у Преторији 17. фебруара 2024.

## Каријера
Летсиле Тебого  се такмичио на Светском првенству за јуниоре Најробију, Кенија, победивши на 100 метара и завршио као други на 200 метара.
19. фебруара 2022. године, као 18-годишњак је поставио нови национални рекорд на 100 метара на атлетском првенству Боцване са временом од 10,08 секунди. Два месеца касније, постао је први човек из Боцване који је савладао границу од 10 секунди на 100 метара, пошто је постигао време од 9,96 секунди на међународном митингу у Габоронеу, поставивши нови светски рекорд за узраст испод 20 година. 15. јула, је додатно је побољшао свој рекорд на Светском атлетском првенству одржаном у Јуџину, са временом од 9,94 секунде. Следећег месеца, Тебого је поново оборио сопствени рекорд, остваривши учинак од 9,91 секунду у финалу Светског првенства за јуниоре у Калију, Колумбија.  
У финалу трка штафета на 4 X 400 метара на Олимпијским играма у Паризу 2023. Тебого је трчао последњу измену за Боцвану која је освојила сребрну медаљу иза штафете САД. Тебого је своју деоницу од 400 метара истрчао за 43,08 секунди.

## Достигнућа

### Лични рекорди
| Дисциплина             | Време (секунде,стотинке) | Ветар    | Место                   | Датум             |
| ---------------------- | ------------------------ | -------- | ----------------------- | ----------------- |
| 100 метара             | 9,86                     | +1.0 м/с | Париз, Француска        | 4. август 2024.   |
| 200 метара             | 19,46 Рекорд Африке      | +0.4 м/с | Париз, Француска        | 8. август 2024.   |
| 300 метара             | 30,69 Светски рекорд     |          | Преторија, Јужна Африка | 17. фебруар 2024. |
| 400 метара             | 44,29                    |          | Преторија, Јужна Африка | 18. март 2024.    |
| Штафета 4 X 400 метара | 2:54,53 Рекорд Африке    |          | Париз, Француска        | 10. август 2024.  |

### Међународна такмичења
| Година | Такмичење                     | Место                 | Позиција | Дисциплина        | Резултат         | Белешка       |
| ------ | ----------------------------- | --------------------- | -------- | ----------------- | ---------------- | ------------- |
| 2021.  | Светско првенство у штафетама | Хожов, Пољска         | 13.      | 4 × 100 м         | 39,55            |               |
| 2021.  | Светско првенство за јуниоре  | Најроби, Кенија       | 1.       | 100 м             | 10,19            |               |
| 2021.  | Светско првенство за јуниоре  | Најроби, Кенија       | 2.       | 200 м             | 20,38            |               |
| 2022.  | Афричко првенство             | Сент Пјер, Маурицијус | 1.       | 200 м             | 20,26            |               |
| 2022.  | Афричко првенство             | Сент Пјер, Маурицијус | –        | 4 × 100 м         | Дисквалификовани |               |
| 2022.  | Светско првенство             | Јуџин, САД            | 16.      | 100 м             | 10,17            |               |
| 2022.  | Светско првенство за јуниоре  | Кали, Колумбија       | 1.       | 100 м             | 9,91             |               |
| 2022.  | Светско првенство за јуниоре  | Кали, Колумбија       | 2.       | 200 м             | 19,96            |               |
| 2023.  | Светско првенство             | Будимпешта, Мађарска  | 2.       | 100 м             | 9,88             |               |
| 2023.  | Светско првенство             | Будимпешта, Мађарска  | 3.       | 200 м             | 19,81            |               |
| 2024.  | Олимпијске игре               | Париз, Француска      | 1.       | 200 м             | 19,46            | Рекорд Африке |
| 2024.  | Олимпијске игре               | Париз, Француска      | 2.       | Штафета 4 × 400 м | 2:54,53          | Рекорд Африке |
| 2024.  | Олимпијске игре               | Париз, Француска      | 6.       | 100 м             | 9,86             |               |